# NGC 1145
NGC 1145 is een spiraalvormig sterrenstelsel in het sterrenbeeld Eridanus. Het hemelobject werd op 11 december 1835 ontdekt door de Britse astronoom John Herschel.

## Synoniemen
- PGC 10965
- ESO 546-29
- MCG -3-8-42
- UGCA 45
- FGC 360
- IRAS02522-1850